# Soriano
Soriano – urugwajski departament położony w południowo-zachodniej części kraju. Rzeka Urugwaj stanowi zachodnią granicę z argentyńską prowincją Entre Ríos. Ponadto Soriano graniczy z następującymi departamentami: na północy z Río Negro, na wschodzie z Flores, a na południu z Colonia.
Ośrodkiem administracyjnym oraz największym miastem tego powstałego w 1816 r. departamentu jest Mercedes.
Powierzchnia Soriano wynosi 9 008 km². W 2004 r. departament zamieszkiwało 84 563 osoby, co dawało gęstość zaludnienia 9,4 mieszk./km².